# Nikolai Grigorjewitsch Tschudakow
Nikolai Grigorjewitsch Tschudakow (russisch Николай Григорьевич Чудаков, englische Transliteration Nikolai Grigor'evich Chudakov, früher in Deutschland auch Tschudakoff geschrieben; * 14. Dezember 1904 in Lyssowsk, Region Nowyje Burassy im Gouvernement Saratow; † 22. November 1986 in Saratow) war ein russischer Mathematiker, der sich mit Zahlentheorie beschäftigte.
Tschudakow studierte an der Universität von Saratow und an der Lomonossow-Universität in Moskau, wo er 1927 seinen Abschluss machte. Er blieb noch bis 1930 an der Moskauer Universität und wurde dann Professor in Saratow. 1936 promovierte er (russischer Doktortitel, entspricht im Westen einer Habilitation) am Steklow-Institut. Danach blieb er bis 1940 in Moskau und war danach Professor für Zahlentheorie und Algebra (ein neu geschaffener Lehrstuhl) in Saratow, wo er bis zu seinem Tod blieb. Eine Ausnahme bildet die Zeit von 1962 bis 1972, wo er auf Einladung von Juri Linnik am Mathematischen Institut der Akademie der Wissenschaften in Leningrad forschte.
Von Tschudakow stammen einige wichtige Resultate der analytischen Zahlentheorie, wobei er die damals neuen Methoden von Winogradow anwandte. Er verschärfte einen Satz von Guido Hoheisel über asymptotische Abstände benachbarter Primzahlen. 1947 gab er unabhängig von Linnik einen Beweis des Satzes von Winogradow im Umfeld der Goldbach-Vermutung, nämlich die Darstellbarkeit jeder genügend großen ungeraden natürlichen Zahl als Summe dreier ungerader Primzahlen. Er gab den Beweis auch in seinem Buch Introduction to the theory of Dirichlet L-Functions von 1947 wieder. Er gab auch mit Methoden Winogradows verbesserte Abschätzungen für die Riemannsche Zetafunktion im kritischen Streifen (Realteil zwischen 0 und 1) und nutzte dies für Verbesserungen der Abschätzung des Restterms im Primzahlsatz.
1970 war er Invited Speaker auf dem Internationalen Mathematikerkongress in Nizza (Vortrag On the generalized characters. Effective methods in the theory of quadratic fields).